# Ava de Cerdaña

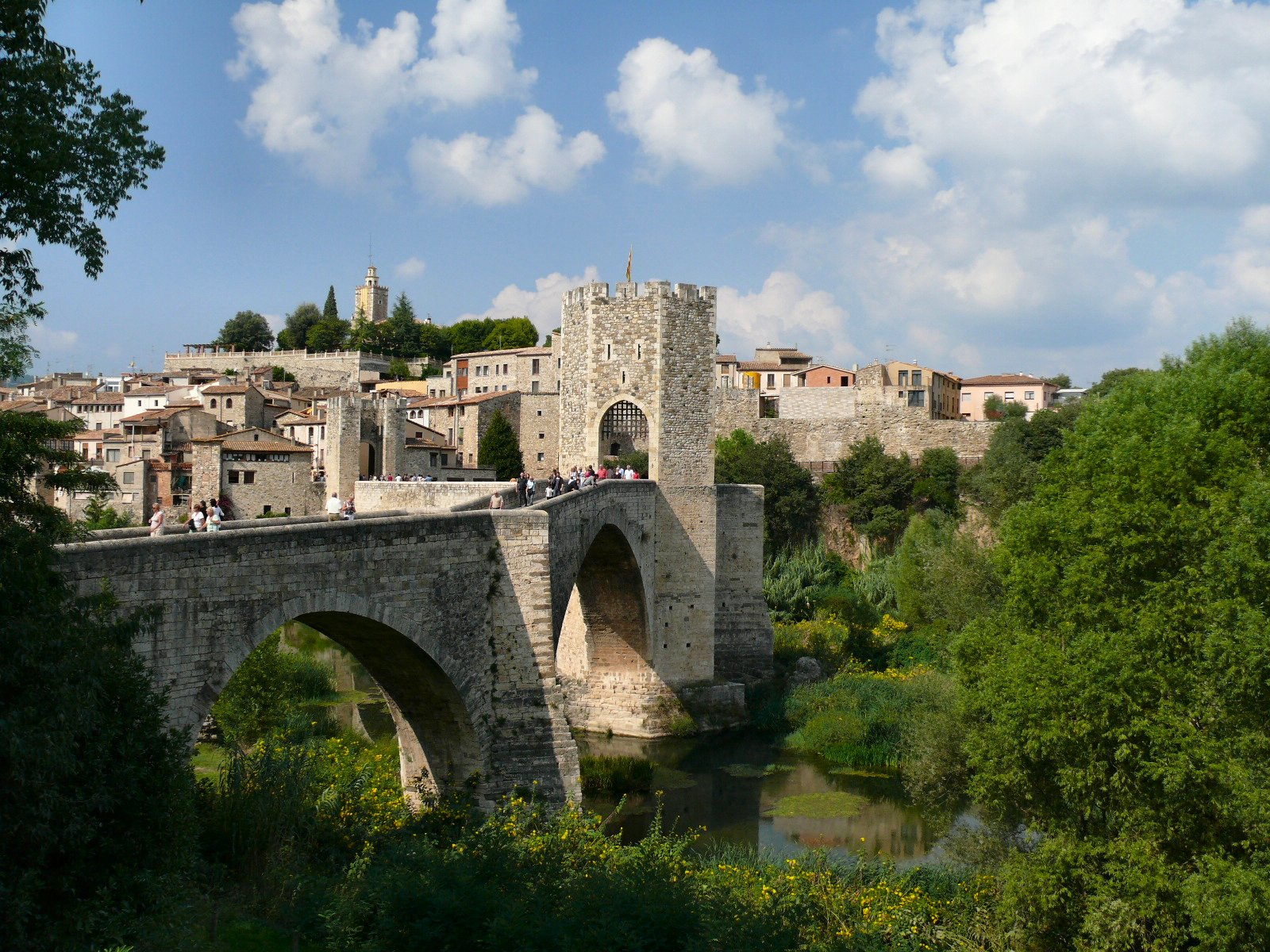
Puente de Besalú, en la villa de donde era condesa Ava de Cerdaña.

Ava de Cerdaña (c. 900 - 962) fue condesa de Cerdaña y de Besalú por su matrimonio con Miró II, conde de Cerdaña y Besalú, con quien tuvo cuatro hijos varones, todos ellos condes, además de otras tres o cuatro hijas.

## Origen familiar
Hay diferentes hipótesis sobre el origen familiar de Ava de Cerdaña. La hipótesis más fundada es que Ava fue hija del levita Fidel, un magnate de la aristocracia local con posesiones en la comarca de la Narbonense. Esta filiación se basa en el acta de fundación del monasterio de Sant Pere de Besalú hecha por su hijo Miró Bonfill, obispo de Gerona: 

Et in parrochia Sanctae Caeciliae de Sademes dono omnem ipsum honorem quem avus meus Fidelis levita dedit mihi, sicut resonet in scripturis quas mihi fecit.

 Otros autores han apuntado que Ava fuera probablemente hija de Bernardo Unifredo, conde de Ribagorza.

## Matrimonio
Hacia el año 915 se casó con el conde Miró II de Cerdaña y I de Besalú, con quien tuvo cuatro hijos y tres o cuatro hijas. Las hijas fueron Quíxol, mujer de Ajalbert; Goltregoda, mujer de Lope I de Pallars; Guilinda y Sesenanda. Los hijos fueron Sunifredo II de Cerdaña (~ 915- Cuixà 968), conde de Cerdaña y conde de Besalú; Wifredo II de Besalú (?- Besalú 957), conde de Besalú; Oliba Cabreta (~ 920-990), conde de Cerdaña y Besalú, y Miró III de Cerdaña (?-Gerona 984), conde de Cerdaña, Besalú y obispo de Gerona, los cuales sucedieron a su padre al frente de los condados. Aunque su marido tuvo una hija más, nacida de su larga relación con su prima hermana Virgilia, hija del conde Delá de Ampurias.

## Regente
Miró II murió en 927 y en su testamento nombró explícitamente a la condesa Ava como tutora de los hijos (“in potestate de filiis meis legitimes”), dado que sus hijos eran todavía menores de edad, y usufructuaria vitalicia de todos los bienes que dejó. Implícitamente, fue designada regente de los condados. Esta situación no era rara en el siglo IX. Las mujeres como mujeres, y particularmente como viudas, se convertían en cabezas de familia y ejercían el poder y los derechos sobre los condados y los «honores» de estas regiones. Así, algunas mujeres empezaron a ejercer la autoridad conjuntamente con sus maridos e hijos. La condesa Ermesenda de Carcasona o la condesa Guinidilda de Ampurias, mujer del conde Wifredo el Velloso, que salen en documentos contemporáneos de una manera igual que sus maridos, son algunos ejemplos. 
Durante su gobierno, Ava de Cerdaña hubo de hacer frente a varias revueltas aristocráticas, por medio de las cuales la nobleza local pretendía conseguir el dominio de los condados de Cerdaña y Besalú, aprovechando la supuesta debilidad del gobierno de la condesa. En 957, en el transcurso de una de estas rebeliones, murió asesinado su hijo Wifredo, conde de Cerdaña. Su actuación dejó constancia en muchas donaciones hechas en varios centros eclesiásticos: Abadía de San Miguel de Cuixá (941, 953, 962); Ripoll, Elna (962) y Camprodón (944) realizadas conjuntamente con sus hijos. Ava fue asociando sus hijos al gobierno a medida que iban llegando a la edad correspondiente para hacerse cargo de los condados, de forma que hacia el año 941 se da por acabada esta transmisión progresiva del poder. Aun así, la condesa continuó apareciendo en la documentación junto a sus hijos. Ava no dejó nunca de tener el derecho de vigilancia sobre el patrimonio de su marido, ya fuera por la décima marital, ya fuera por el usufructo que le otorgó su marido en testamento, siempre que se mantuviera viuda, como hizo. 
Ava fue enterrada en Santa Maria de Ripoll, y fue la primera condesa sepultada en esta sede monástica.